# Sint-Jozefskerk (Everbeek)

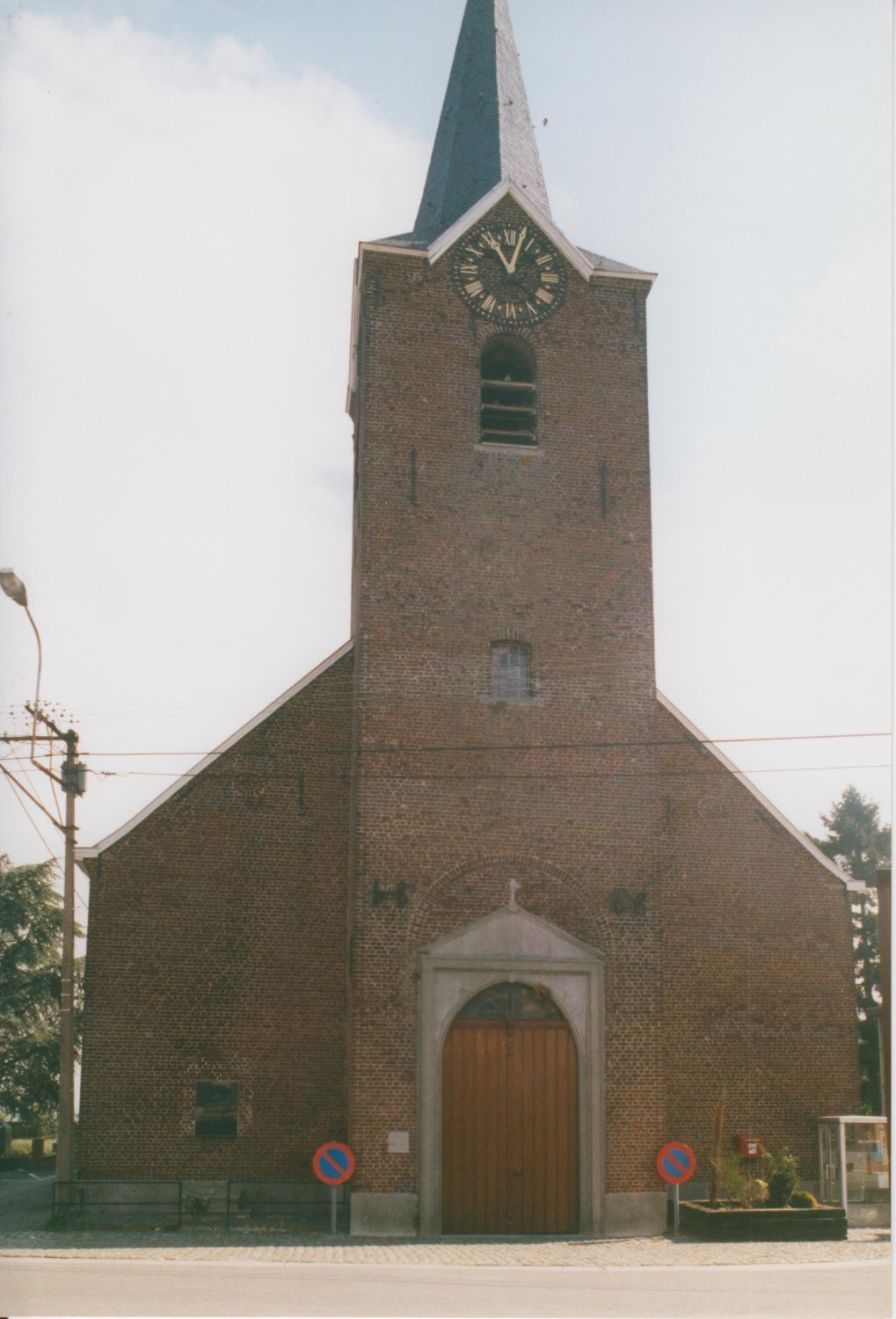
Sint-Jozefskerk

De Sint-Jozefskerk is de parochiekerk van de tot de Oost-Vlaamse gemeente Brakel behorende plaats Everbeek-Boven, gelegen aan de Muiterij.

## Geschiedenis
De kerk werd in 1868 gebouwd en in 1873 werd hij verheven tot parochiekerk.

## Gebouw
Het betreft een driebeukig bakstenen, naar het noordoosten georiënteerd, kerkgebouw. De kerk heeft een vrijwel ingebouwde toren op vierkante plattegrond. De kerk heeft rondboogvensters.

## Interieur
Het kerkinterieur is neoclassicistisch vormgegeven. Op het hoofdaltaar bevindt zich een 17e-eeuws schilderij en wel: Huwelijk van Maria en Heilige Jozef. Er is een 18e-eeuws houten kruisbeeld en een beeldengroep van de graflegging van Christus dat uit een wegkapel afkomstig is. De kerk bezit 18e-eeuwse portiekaltaren, een viertal biechtstoelen waarvan één in renaissancestijl (17e eeuw), één uit de 18e eeuw en twee uit de 19e eeuw in neoclassicistische stijl. Uit de 18e eeuw is het koorgestoelte en de lambrisering. De preekstoel bevat delen uit de 17e, de 18e en de 19e eeuw.
Het orgel, van omstreeks 1850, werd vervaardigd door Louis Frétin. Het doopvont is uit de 18e eeuw.